# ペット・エアウェイズ
ペット・エアウェイズ（英語: Pet Airways、OTCQB: PAWS）はかつてフロリダ州デルレイビーチに本拠地を置き、契約した小型機を利用してペットのみを空輸していたアメリカの会社である。同社は初めてのペット専用の航空会社であると主張していた。ペット・エアウェイズの運航停止後、親会社のPAWS Pet Company Inc. は薬剤関係の業界へ移り社名を Praxsyn Corporation に変更した。

## 概要
従来、イヌやネコなどといった動物は専用のケージに入れた状態で搭乗カウンターで預けた後貨物室に載せて目的地まで運び、手荷物受取所で受け取るといういわば「手荷物扱い」であった。しかし客室とほぼおなじ空調であるとはいえ貨物室に入れられた状態であるためペットのストレスが溜まりやすく、また途中で体調を崩した場合も飛行中は把握できないという難点があった。そのためペット愛好家などは家族同然であるペットと一緒に飛行機で移動する際、これらの問題が悩みの種であった。ペット・エアウェイズは専用の飛行機を用意し、ペットを貨物室ではなく人間同様客室に載せることでストレスの軽減を図り、また客室乗務員も同乗し、定期的に見回りをすることでペットの体調などを管理することで、緊急時においても迅速な対応をすることができる。
運賃は大手航空会社のペット運送料金と大差なく、また距離に応じてポイントが貯まるマイレージサービスを用意している。但しあくまでペット専用であることから人が同乗が乗ることはできず、飼い主は別の航空会社の飛行機で移動することになる。

## 機材
- ビーチクラフト 1900

日本ではかつてコミューター航空会社であったエアトランセが保有している機材。座席を撤去し、ケージを重ねて乗せられるよう改造されている。
将来的には機材を増やし、ダッソー ファルコン 20やボーイング727などのジェット機を導入することも計画している。

## 路線
2009年7月14日現在、ニューヨークからシカゴなど3箇所を経由し、カリフォルニア州へ向かう路線のみである。経由地での搭乗・降機も可能。
ニューヨーク・共和国空港（ニューヨーク）‐ボルチモア・ワシントン国際空港（ワシントンD.C.近郊）‐シカゴ・ミッドウェー国際空港（シカゴ）‐ジェフコ空港（デンバー近郊）‐ホーソーン市営空港（カリフォルニア州ロサンゼルス郡）